# Kathleen Mallory
Kathleen 'Kathy' Mallory är en karaktär i ett antal romaner av författaren Carol O'Connell. 
Böckerna i serien är:
| Amerikansk titel             | Utgivningsår | Svensk titel       | Utgivningsår |
| ---------------------------- | ------------ | ------------------ | ------------ |
| Mallory's Oracle             | 1994         |                    |              |
| The Man Who Cast Two Shadows | 1995         | Mannen som ljög    | 2008         |
| Killing Critics              | 1996         | Dödens sköna konst | 2008         |
| Stone Angel                  | 1997         | Ängel av sten      | 2008         |
| Shell Game                   | 1999         | Blues för Louisa   | 2009         |
| Crime School                 | 2002         |                    |              |
| Dead Famous                  | 2003         |                    |              |
| Winter House                 | 2004         |                    |              |
| Find Me                      | 2006         |                    |              |
| The Chalk Girl               | 2012         |                    |              |
| It Happens In The Dark       | 2013         |                    |              |

Mallory beskrivs av sin skapare som sociopat. Känslomässigt ärrad, efter att som sexåring bevittnat mordet på sin mamma i en liten stad i Louisiana, flyr Mallory till New York, där hon lever som gatubarn. Hon fångas när hon försöker stjäla från polisen Louis Markowitz, som tar henne hem och blir hennes fosterfar.
Från 10 års ålder växer Kathy upp omgiven av Markowitz och hans färgstarka vänkrets, inklusive hans polispartner, Riker, som senare blir Kathy polispartner och vän. Som vuxen blir hon en detektiv i NYPD. Genibegåvade Charles Butler hjälper Kathy med hennes sidoverksamhet med datateknik och är kär i henne. Mallory är en lång, grönögd, blondin med lockigt hår i mitten av tjugoårsåldern i början av serien. Hon jämförs ofta med en katt som leker med sitt byte.